# トルクメニスタン

トルクメニスタン
Türkmenistan

国の標語：なし
国歌：Garaşsyz, Bitarap, Türkmenistanyň Döwlet Gimni（トルクメン語）
 独立、中立、トルクメニスタンの国歌

1. 
2. 

トルクメニスタン（トルクメン語: Türkmenistan）は、中央アジア南西部に位置する共和制国家。首都はアシガバートである。
カラクム砂漠が国土の85%を占めており、国民のほとんどは南部の山沿いの都市に住んでいる。豊富な石油や天然ガスを埋蔵する。西側でカスピ海に面し、東南がアフガニスタン、西南にイラン、北東をウズベキスタン、北西はカザフスタンと国境を接する。旧ソビエト連邦の構成国の一つで、1991年に独立した。NIS諸国の一国。永世中立国。
2023年現在、新型コロナウイルス感染症（COVID-19）の罹患者が公式に確認されていないと主張している。

## 概要
トルクメニスタンは6つの独立したテュルク系国家の1つに数え上げられる。世俗国家であり、大統領制の共和国となっている。人口は700万人を超え 、アジアにおける人口過密度では35位であり、国土は49万1,200km2。 中央アジアの共和国の中で最も人口が少ない一方、アジア大陸で最も人口密度の低い国の一つとなっている。人口の殆どはイスラム教のスンニ派を信仰している。
国土の大部分をカラクム砂漠で囲まれる形で建つ国であり、紀元前時代から幾つかの帝国や文明ならびその関連文化における交通の要衝として長い間機能して来た歴史を持つ国家でもある。同国のメルヴは中央アジアで最も古いオアシス都市の1つであり、かつては世界最大の都市の1つでイスラム世界における大都市かつシルクロードの重要な中継地でもあった。1881年、ロシア帝国に併合された同国地域は、中央アジアの反ボリシェヴィキ運動で重要な役割を担った。1925年にはソビエト連邦の構成共和国「トルクメン・ソビエト社会主義共和国」（トルクメンSSR）となり、66年後の1991年に起こったソ連崩壊により完全な独立を果たした。
独立後は少数民族に対する待遇の酷さや報道の自由、信教の自由の欠如など、人権状況の悪さで広く批判される一面を見せている。1991年にソ連から独立して以降、トルクメニスタンは抑圧的な全体主義を敷く政権によって統治されてきた。2006年に没するまで終身大統領を務めたサパルムラト・ニヤゾフ（テュルクメンバシュ）、非民主的な選挙で当確して2007年から大統領に就任したグルバングル・ベルディムハメドフ、そして国際選挙監視団によって「自由でも公正でもない」と酷評された2022年の大統領選挙で勝利し、大統領職を世襲しつつ父のグルバングルと権力を共有している子息のセルダル・ベルディムハメドフにより、現在も全体主義体制が敷かれている。
トルクメニスタンは世界第5位の天然ガス埋蔵量を保有しており、それに絡んで同国の国民は1993年から2019年まで、政府が提供する電気、水道、天然ガスを無料で利用していた。山系には、大バルカン山脈、コペトダグ山脈、コイテンダグ山脈が含まれ、その中に国内最高峰のアイリババ山がある事でも知られている。また、コイテンダグ山脈付近には恐竜高原と呼ばれる恐竜の足跡の化石が数多く遺されている高原があり、この高原は中央アジア地域に唯一存在するものである点やその化石が現存する世界最大規模の区域としても有名となっている。
トルクメニスタンはテュルク諸国機構（OTS）、国際通貨基金（IMF）、世界銀行（WB）、国際連合教育科学文化機関（UNESCO）、国際連合児童基金（UNICEF）、世界保健機関（WHO）、国際移住機関（IOM）、欧州安全保障協力機構（OSCE）、イスラム協力機構（OIC）、イスラム開発銀行（IsDB）のオブザーバーであり、テュルク文化国際機関（IOTC）、国際連合（UN）、経済協力機構（ECO）の加盟国でもある。また、独立国家共同体（CIS）の准加盟国でもあり、客員参加国の立場でありながら2012年に同連合の議長国を務めた実績を持ち合わせている。

## 国名
正式名称はトルクメン語で、Türkmenistan。「トルクメン人の土地」を意味する。公式の英語表記はTurkmenistan。国民・形容詞ともTurkmen。
日本語の表記は、トルクメニスタン。漢字による当て字は土庫曼斯坦。

## 歴史

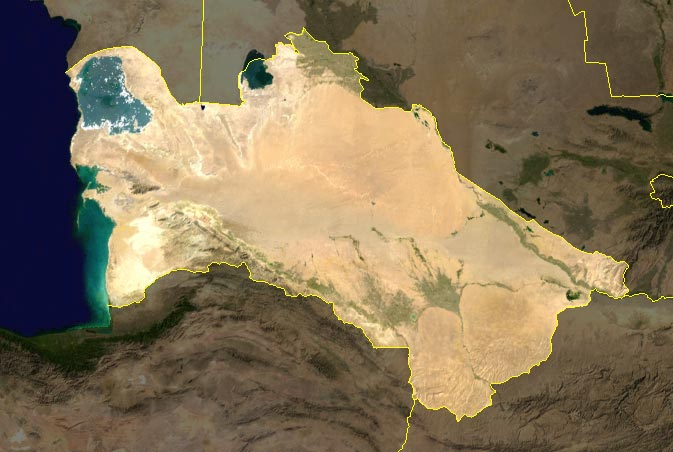
トルクメニスタンの衛星写真

首都であるアシガバードの郊外には人類最古の農耕集落遺跡の一つであるアナウ遺跡や紀元前2世紀または紀元前3世紀ごろのパルティア王国（漢名「安息国」）の発祥地とされるニサ遺跡がある。この時代には現在のアシガバードの位置に小さな集落があったが、その後サーサーン朝ペルシアの領土となった。6世紀には、遊牧民のテュルク系民族に、7世紀からはイスラム帝国（ウマイヤ朝およびアッバース朝）が支配した。9世紀からサーマーン朝、セルジューク朝、ガズナ朝、ホラズム王国などの領地となる。13世紀にはモンゴル帝国が侵攻し、イル・ハン国やティムール朝の統治下となった。
16世紀以降はヒヴァ・ハン国、ブハラ・ハン国、サファヴィー朝などに絶えず、侵略された。
1869年に帝政ロシア軍がカスピ海東岸に上陸し、1873年にザカスピ軍区を設置。同年、ヒヴァ戦争。1880年にザ・カスピ鉄道が開通する。1881年にアレクサンドル2世治下のロシア帝国陸軍がアシガバートを占領し、基地を築く。
翌1882年、アレクサンドル3世治下の帝政ロシアにより、カフカス総督管区内のザカスピ州とされた。ロシア帝国への編入後、ロシア向け綿花栽培が拡大し、1910年ごろよりロシアの綿工業の原綿の供給地の役割を果たし、現在も繊維工業や綿花栽培は主要な産業となっている。

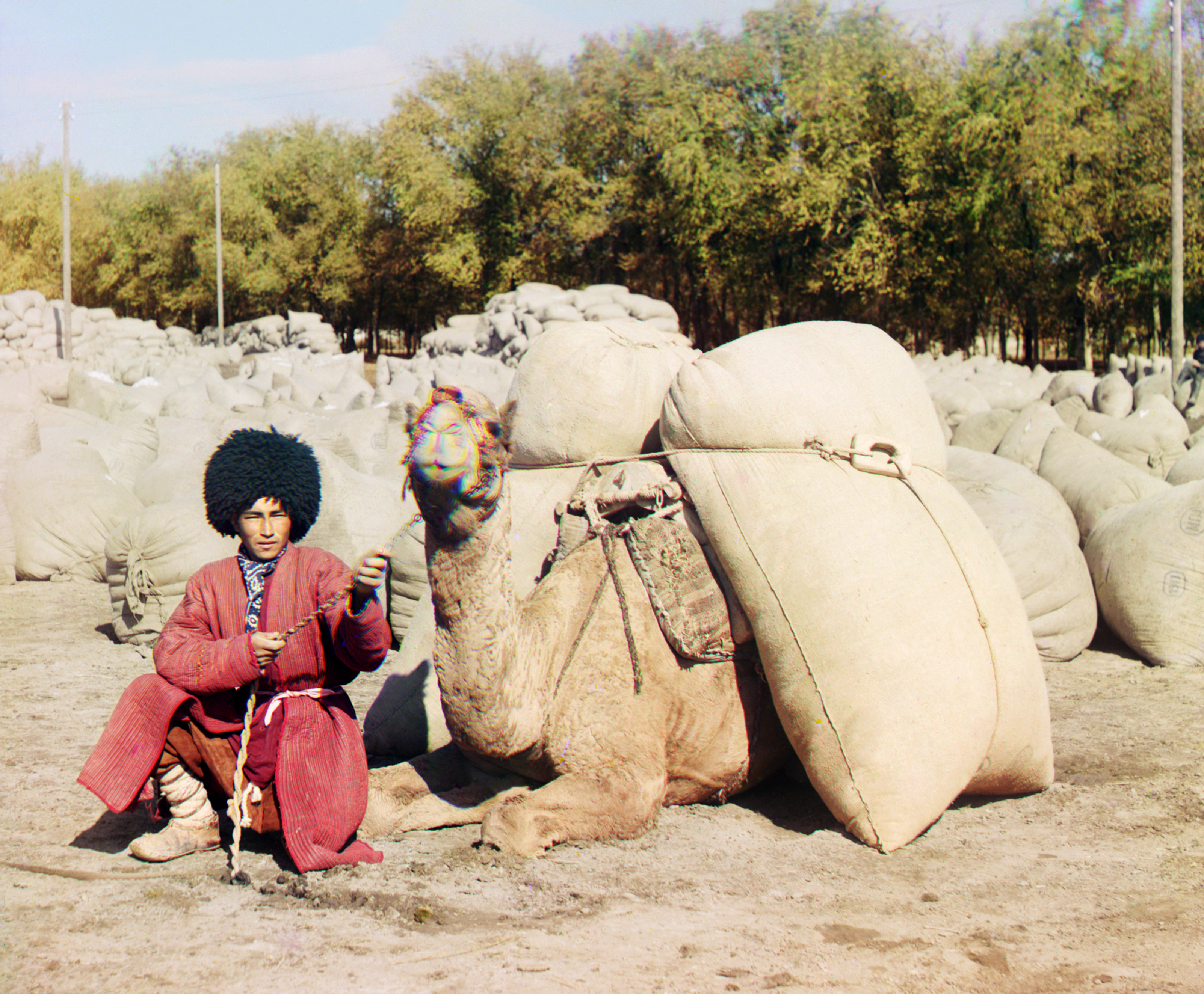
伝統的な衣装を着たトルクメン人の男性（20世紀初頭）

第一次世界大戦中の1916年から1918年にかけて反ロシア大暴動（バスマチ運動）が起きる。1924年にトルキスタン自治ソビエト社会主義共和国を民族別の共和国に再編し、トルクメン・ソビエト社会主義共和国としてソ連を構成する国の一つとなった。ヨシフ・スターリンによる農業集団化に反発した遊牧民の抵抗が1936年ごろまで続いた。
第二次世界大戦後、クラスノヴォドスクに第44収容地区（グラーグ）が設置され、シベリア抑留を受けた日本人捕虜が移送されてきた。捕虜は劣悪な環境の中で労働を強いられた。
1948年には大震災に見舞われ、11万人の犠牲者を出した。

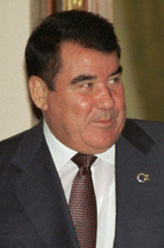
初代大統領サパルムラト・ニヤゾフ

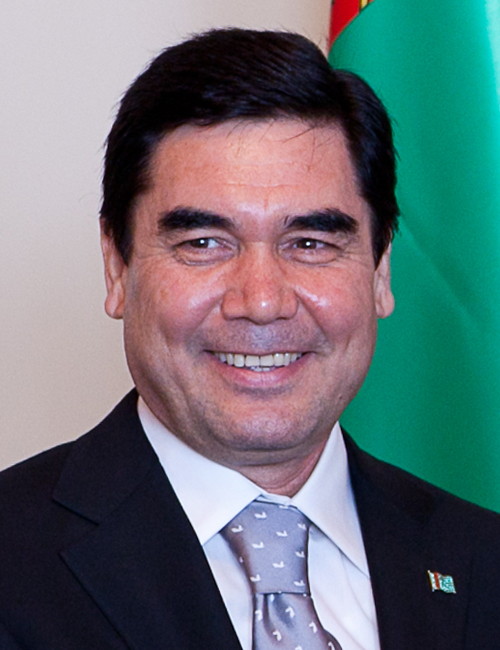
第2代大統領グルバングル・ベルディムハメドフ

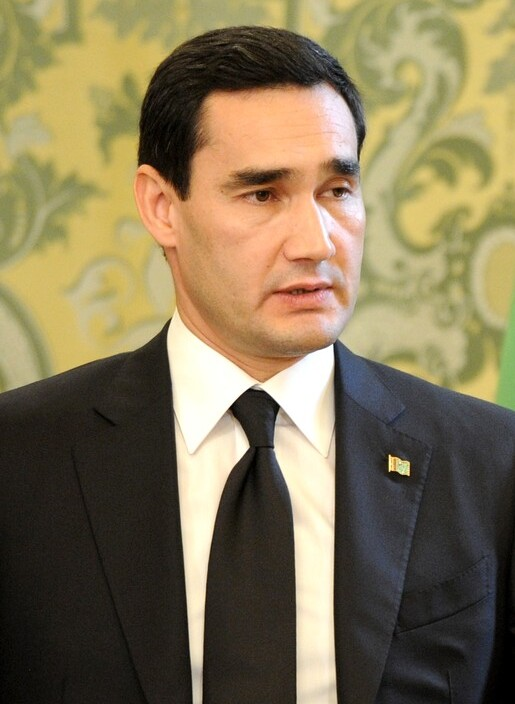
第3代大統領セルダル・ベルディムハメドフ

ソ連時代末期の1990年8月22日に主権宣言を行い、10月27日には直接選挙による大統領選で単独候補のサパルムラト・ニヤゾフ最高会議議長が98.8%の得票率で当選した。1991年10月26日の国民投票でソ連からの独立に94.1%が賛成し、翌10月27日に独立した。その2か月後の12月26日、ソ連が解体されたことで晴れて独立国家となる。1992年5月18日、最高会議が大統領権限を強めた新憲法を採択する。傍らで、同年5月にロシアや独立国家共同体（CIS）諸国との集団安全保障条約の署名を拒否した。
1992年6月、大統領選でニヤゾフ大統領が99.5%の支持で再選し、1995年12月、国連総会において「永世中立国」として承認された。なお、永世中立宣言はロシアの影響力の排除が目的と見られている。ニヤゾフ大統領は2002年8月には終身大統領とされ、国内ではニヤゾフ大統領は「テュルクメンバシュ（トルクメン人の長）」を姓としている。
その後、ニヤゾフ大統領は2006年12月21日未明、66歳で没した。その直後、同日中にオヴェズゲリドゥイ・アタエフ議会議長が刑事訴追を理由に大統領代行に選出されず、翌22日に議長を解任された。約2か月後の2007年2月14日に大統領選が行われ、89.23%の得票率を獲得したグルバングル・ベルディムハメドフ大統領代行が正式にトルクメニスタンの第2代大統領に就任した。2022年3月19日には、権力移譲の意を受けた前倒し大統領選挙が実施され、第2代大統領長男のセルダル・ベルディムハメドフが当選して就任した。

## 政治

### 行政
トルクメニスタンの国家元首である大統領は、憲法規定によれば任期は7年で国民の直接選挙により選出される。
1992年に首相職が大統領職に統合されて以来、2006年末までサパルムラト・ニヤゾフが終身制の下で大統領職に就き、首相も兼任していた。ニヤゾフは2008年から2010年ごろに大統領選挙を実施すると表明していたが、実施する前にニヤゾフが没したため、死去後に大統領選挙が行われた。選挙の結果、得票率89.23%でほかの候補を圧倒したグルバングル・ベルディムハメドフ大統領代行が第2代大統領に就任し、2008年に憲法を改正した。
2016年に憲法改正が行われ、大統領の任期延長（5年から7年）と大統領選挙の出馬資格の緩和が行われた。6年後の2022年2月、ベルディムハメドフ大統領が次期大統領選挙を2年前倒しし翌月に実施するよう決定したと発表された。これは、前年に大統領選挙への立候補が可能となる法定年齢に達した長男セルダル・ベルディムハメドフへの権力移譲を意図したものと解釈され、その解釈通りに翌月19日に権力移譲の意を受けた前倒し大統領選挙が実施され、第2代大統領長男のセルダル・ベルディムハメドフが当選して第3代大統領に就任している。

### 議会
国会はマジュリス（Mejlis）と呼ばれる。定数125。議員は単純小選挙区制に基づき国民の直接選挙で選出され、任期は5年である。2021年1月に発効した改正憲法により、上院に相当する定数56議席の「人民評議会（ハルク・マスラハトイ）」が復活して二院制へと一時移行したが、2023年に廃止され一院制に戻った。議員全員は大統領の承認を得る必要がある。
「人民評議会」と同名の組織がかつて国権の最高機関として存在し、大統領による主宰のもと、マジュリス代議員・閣僚・地方・司法権などの代表が入り、大統領不信任案を提出し、弾劾に関する国民投票を行う権限を有していた。しかし2008年の憲法改正により一度廃止され、権限はマジュリスに移った。この際、それまで50議席だった定数は125議席に拡大された。

### 政党
旧トルクメン共産党の後身であるトルクメニスタン民主党（Türkmenistanyň Demokratik Partiýasy, TDP）による事実上の一党独裁制で、かつては初代大統領のニヤゾフが同党の議長を務めていた。
憲法では複数政党制が認められているものの、TDP以外の正式登録された合法政党において優位となっているのは、現時点で農業党と産業・企業家党の2つしかない。農業党はTDPの地方（農村）幹部により構成される衛星政党であるため、同国において複数政党制は実質には機能していないに等しい。

### 司法
司法権は最高裁判所に属している。

## 国際関係
トルクメニスタンはソビエト連邦崩壊時、アルマトイ宣言に合意したため独立国家共同体（CIS）加盟国となったが、その後に制定されたCIS憲章を批准していないため正式な加盟国とはならなかった。しかしながら脱退したわけではなく、正式加盟国では無いにもかかわらずCISの会議には参加を続けており、2007年には正式に準加盟国と定められた。旧ソ連の中央アジア諸国では唯一、上海協力機構の正式加盟国ではなく、ゲスト参加にとどまっている。一方で北大西洋条約機構（NATO）や日本など西側諸国とも対話や要人の往来を行う全方位外交を行っている。また南隣のイランとの友好関係も重視しており、各分野で協力する文書を2018年に結んだ。
アフガニスタンで2021年に成立したタリバン政権（アフガニスタン・イスラム首長国）に対しても、2022年1月に代表団を受け入れるなど接近している。これには、アフガニスタン経由でパキスタンやインドに天然ガスパイプラインを敷設して、中華人民共和国（中国）に偏っている天然ガスの輸出先多角化と価格上昇を意図しているという観測がある。
永世中立国を掲げるものの、実態としては軍事的にも経済的にもロシアと中国の影響力が強い地域でもある。トルクメニスタン産の天然ガスはかつて、ロシア経由でヨーロッパへと輸出されていたが、トルクメニスタン側が値下げに応じなかったため2016年に中断し、2009年に完成した中国向けパイプラインを通じた輸出のみとなって中国に接近し、2013年には中国が開発に関わった世界第2位規模のガス田であるガルキニシュ・ガス田の開業式に習近平党総書記が出席した。ロシア国営企業ガスプロムは2019年にトルクメニスタン産天然ガスの輸入を再開する予定を表明しており、これには同国への影響力回復を目指すロシア政府の意図があると見られると報道されている。
2022年12月14日には、ベルドイムハメドフ大統領が首都アシガバートにトルコのエルドアン大統領、アゼルバイジャンのアリエフ大統領を迎えて会談し、トルクメニスタン産ガスを両国経由でヨーロッパへ輸出するための協力覚書を交わした。

### アゼルバイジャンとの関係
トルクメニスタンとアゼルバイジャンは、言語的には密接な関係にあるにも拘らず、信教の宗派における問題が絡んで緊張した状態が続く現状に見舞われている。
だが、そういった中でも両国は商業分野での提携を増やし始めており、特に2020年にはカスピ海の越境に位置するセルダル油田の共同開発に関する覚書に署名・締結するなどの進展を見せていて、貿易面では今後も良好な関係を築き上げていくものと見られている。

## 軍事
トルクメニスタン軍は、陸軍、海軍、空軍の3軍から構成されている。

## 地理

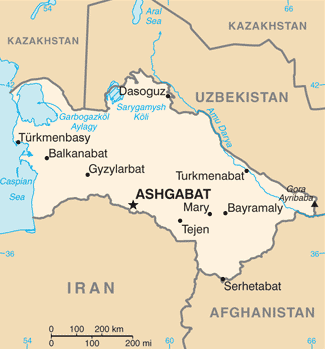
トルクメニスタンの地図

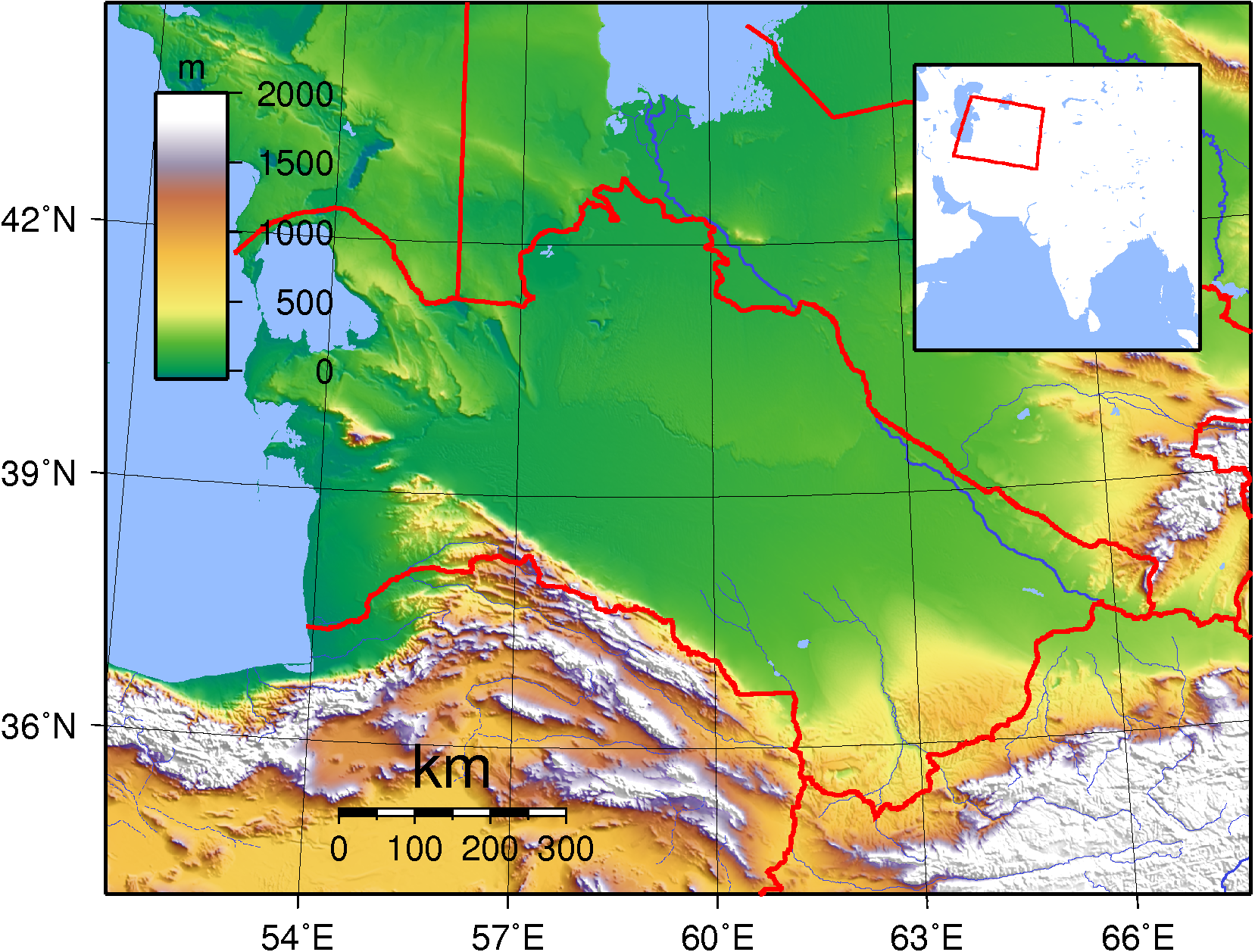
トルクメニスタンの地形

### 地形

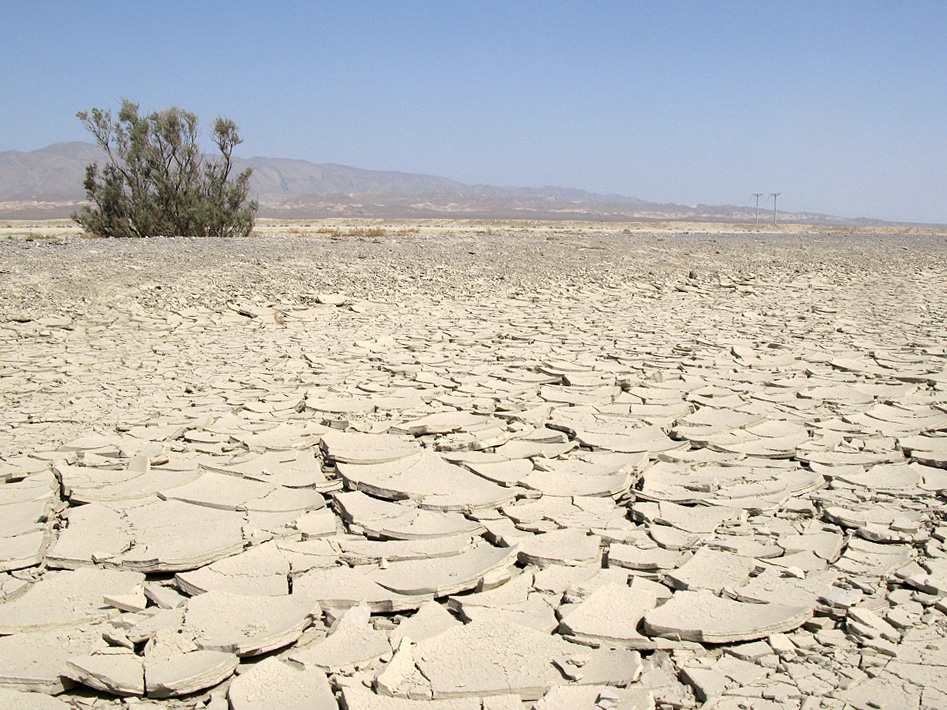
カラクム砂漠

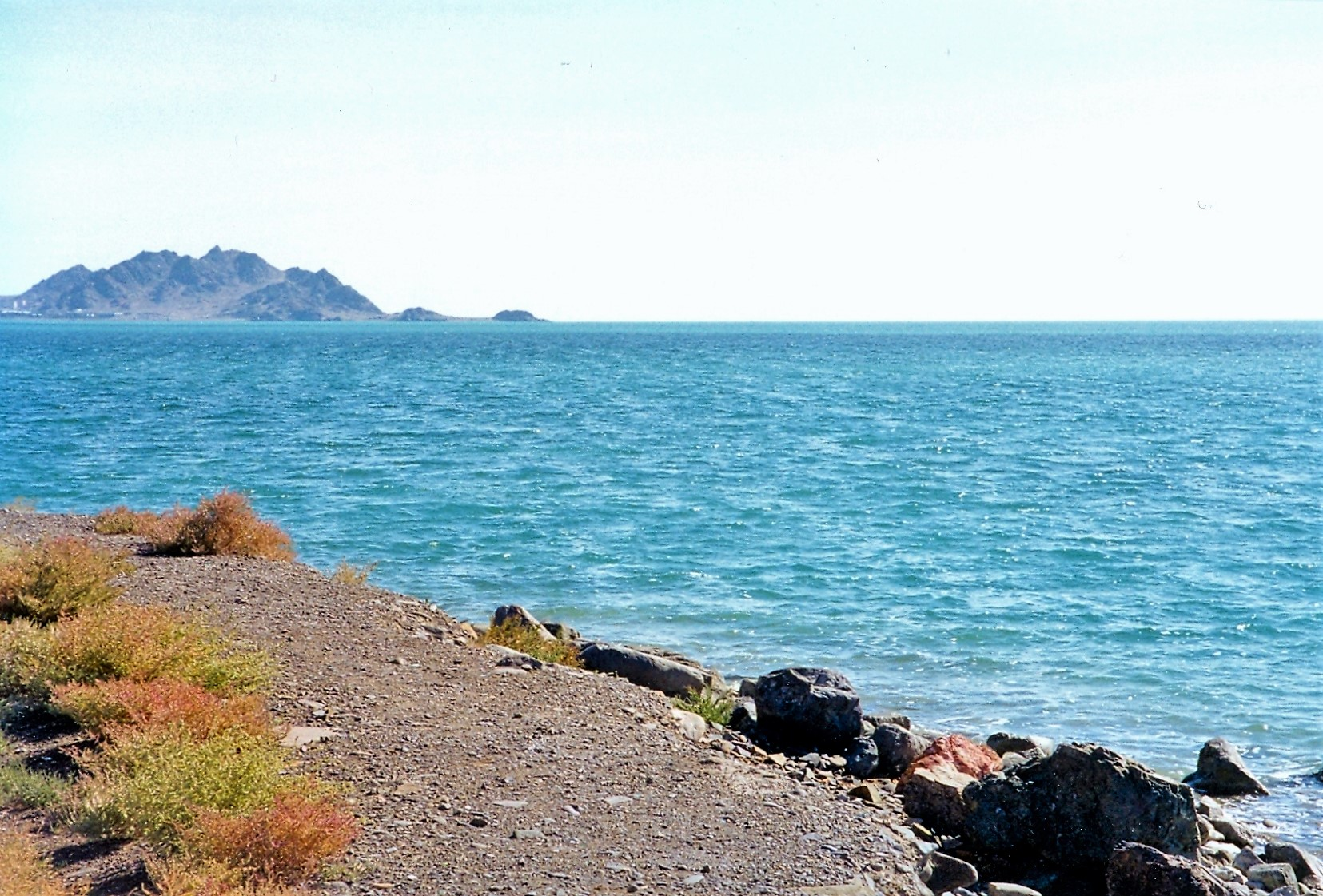
トルクメニスタンのカスピ海沿岸

国境線の長さは3,736キロ。うち9割がカラクム砂漠で国土面積の多くを占めており、国土の北方はトゥラン低地で占められている。西方に位置するカスピ海は国内において唯一の広大な水域となっている。
ウズベキスタンとの国境付近に位置する北東地域にはキジルクム砂漠がある。その中にアムダリヤ川が流れており、そこからカラクーム運河が分かれていて、灌漑農業などに利用されている。また、同じくウズベキスタン国境線上の北部地域にはサリカミシュ湖があり、アムダリヤ川の分流であるウズボイ川に通じている。貯水池にはカラクム湖が挙げられる。
一方で、国土に流れる河川にはムルガブ川やアトレク川があり、ムルガブ川はマルを通りアフガニスタンの国境を越えて流れ、アトレク川はカスピ海沿いに流れてイランの国境付近の河川とつながっている。なお、国内の河川の多くは水無川（ワジ）である。
山地ならび峡谷はヤンギカラ峡谷が有名であり、国の名所の1つに数えられている。最高地点は、東部のウズベキスタン国境にそびえるアイリババ山（海抜3,139メートル）である。

### 気候
ほぼ全域が砂漠気候である。トルクメニスタンの気候条件は非常に厳しく夏は40 - 50度、冬は0度以下まで寒くなるなど夏と冬の寒暖の差、日中と夜間の寒暖の差が激しい。昼と夜では、20度を超える温度差となることもある。年間降水量はかなり少なくコペト・ダヴ山脈では200 - 400ミリ、カラクム山脈中央部は40 - 50ミリと過酷な状況である。一方で、南・東辺のイランおよびアフガニスタンの国境地帯は降雨量が比較的多いため、国土はステップ気候と地中海性気候の二面を持つ。
夏季に雨はほとんど降らないが、その反面、冬季には国土一帯に雪が降り、この雪は一時的に積雪することがある。

### 保護地域
トルクメニスタンの自然保護区は、特徴的かつ希少な自然を元の形で保存し、その過程や経緯、発生を研究することを目的として設立された。
現在、9つの自然保護区が制定されている。

### 環境
上述の通り、トルクメニスタンは国土の殆どがカラクム砂漠で占められているため、植物の生息域は非常に狭められている状況である。森林面積は413万ヘクタールで、そのほとんどは天然林である。なお、山地の森林は7万9,000ヘクタールほど存在し、川沿いの森林は3万3,400ヘクタールほど存在している。天然林のおもな樹種は砂漠化領域がサクサウールやタマリクスで、山地はアルチャ（ビャクシンの一種）、川沿いはコトカケヤナギ（ポプラの一種。現地では、トゥランガと呼ばれている。）が繁殖している。トルクメニスタンでは現在、国土の緑化に力を入れているが、違法伐採が続くために森林の減少傾向による環境破壊が問題となっており、水資源の乏しさも加わって非常に深刻なものとなっている。

## 地方行政区分
5州（ベラヤト，Welaýat ）と首都（シャヘル，şäher）のアシガバート市（Aşgabat）で構成される。

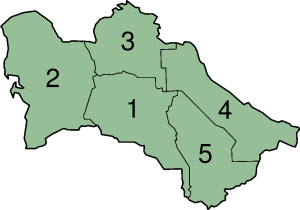
トルクメニスタンの地方行政区分

1. アハル州（Ahal） - 州都アルカダグ（Arkadag） [41]
2. バルカン州（Balkan） - 州都バルカナバト（Balkanabat、Nebitdag ネビトダグ）
3. ダショグズ州（Daşoguz） - 州都ダショグズ（Daşoguz）
4. レバプ州（Lebap） - 州都テュルクメナバト（Türkmenabat）
5. マル州（Mary） - 州都マル（Mary）

- 順番は地図の番号と対応させている。

地方自治制度はゲンゲシュ（小会議）と地方公共自治機関が構成する。ゲンゲシュは小都市、町村の代表機関である。ゲンゲシュ議員は5年の任期で選出される。

## 経済

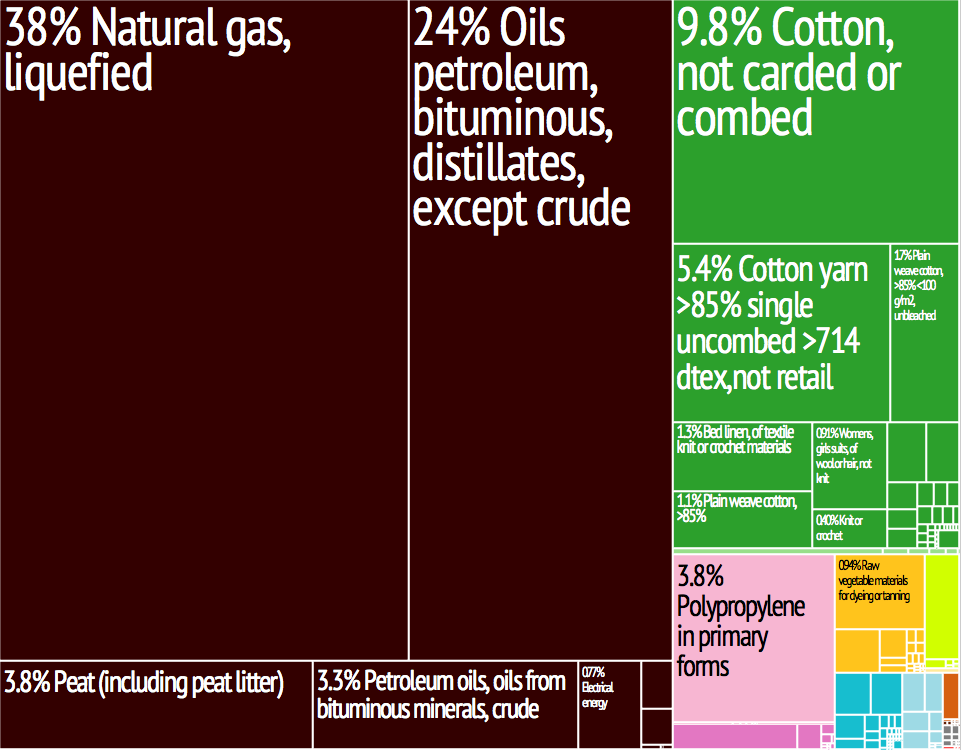
色と面積で示したトルクメニスタンの輸出品目

国際通貨基金（IMF）の推計によると、2017年のトルクメニスタンの国内総生産（GDP）は379億ドルである。1人あたりのGDPは6,643ドルで、中央アジア5か国の中ではカザフスタンに次いで2番目、世界平均の約61%の水準にある。
ニヤゾフ時代には対外的には旧宗主国ロシアの影響力からの脱却が図られた。しかし、その手段となるはずだった天然ガスの供給ルートがロシアに限定されていたこともあり、経済的なロシア依存は強く残ることになる。それでも「永世中立国」となることで地政学上の脅威を和らげ、1997年にはイランとの天然ガス供給ルートを開拓するなどの多様化を図った。対露依存の転機は、ニヤゾフ大統領による2006年の中国との天然ガス供給合意だった。この合意によってトルクメニスタンからウズベキスタン、カザフスタンを経由して中国に至る中央アジア・中国天然ガスパイプラインの建設が始まる。さらに後継者のグルバングルィ・ベルディムハメドフ大統領は、翌2007年中国国営石油公社（CNPC）とバクチャールィク（Bagtyarlyk）鉱区での生産分与協定（PSA）を締結し、天然ガス売買契約に調印した。これを境に中国資金のトルクメニスタン進出は加速化し、ガス輸入国としても、2011年には中国がロシアを上回り、ロシアに代わって経済における中国への偏重が始まることになる。
後任のベルディムハメドフ大統領も天然ガス依存の経済からの転換を目指し、輸出産業として石油ガス化学部門を最優先としながらも農業や繊維などの製造業の発展を目標としている。なお、国内消費市場も輸入品依存を改善させるため民間ビジネスの育成にも乗り出している。消費市場では、独立当初のロシア製品の圧倒的シェアはトルコ製品の侵食を受けるようになり、2010年以降は首位の座を奪われた。一方で2012年に急増した中国からの輸入（2012年：輸入金額1,699,117千ドル　国別輸入先第1位、輸入シェア約18.1％）は抑制され、2017年時点で輸入金額は、2012年の約5分の1の368,117千ドル（国別輸入先第4位、輸入シェア約8.4％）となっている。
輸出は、独立後はロシアを中心とした旧ソ連が中心で輸出の9割以上、輸入の8割以上を構成していた。その後はドイツ、アメリカなど欧米の比率が高まるようになり、近年では中国、トルコの存在感が強まっている。2017年時点で輸出の約83.2%（65億7,512.6万ドル）を中国、約5.1%（4億355.3万ドル）をトルコが占めている。一方、輸入はトルコが約23.8％（10億3,798万ドル）を占めている。
主な産業は天然ガス・石油、綿花栽培、繊維工業である。特に天然ガスは狭い国土にもかかわらず、世界第4位の埋蔵量の資源国である。これらの資源の輸出により潤沢な資金流入があるため、経済が豊かで、政府による治安維持が行き届いている。現状では治安は非常によく、近隣諸国と違いテロ事件なども起こっていない。経済成長率は潤沢な資源のおかげで高成長を見せている。同国では、国営企業が経済活動のほぼ全てを押さえ、工業生産の多くを担っている。特に、オンショアの炭化水素生産、輸送、精製、発電、流通、化学、建築資材、教育、医療、メディア企業の分野は、国営で厳しく管理されている。また、国営企業は農業、食品加工、繊維、通信、建設、貿易、サービスの分野にも深く関与している。国営企業は多くの場合、旧態依然とした効率性の悪さが目立つが、戦略的に重要と考えられている。
さらに食料品・日用品や住居などの物価が低く抑えられているほか、教育・医療費が無料とされている。このため、国民生活は実質的な収入金額以上に安定しているといえる。しかし、電気、ガス、飲料水については1993年から、食卓塩については2003年からニヤゾフ前大統領により無償供給としていた制度をベルディムハメドフ大統領は2019年1月に廃止し、有償化した。有償化の理由をベルディムハメドフ大統領は「政府活動の持続的拡大、資源の合理的利用、社会的補助制度の発展のため」と説明している。

### 農業
トルクメニスタンの主産物は小麦、ナッツ類（おもにピスタチオ）、ハーブ（薬草）類である。ピスタチオはもともと造林用として栽培され、その果実を食用として利用できるため積極的に植林されており、果実は豊作の年で20 - 30トン採取されることがある。同国特産のハーブはアルテミシアとエフェドラで、この2つは料理用や薬品の原材料として用いられることが多い。林業にも力を入れており、その主要となっているのは人工造林である。ただし、環境造林を基本としているので産業造林には特化しておらず、国内の林産業はあまりふるわない。
一方で、ソ連時代から綿花栽培を行っている。しかし灌漑農業での栽培であるために水資源に乏しいトルクメニスタンでは、綿花を主産物とすることに対し賛否両論となっている面を持つ。さらに、毎年の綿花の収穫作業に、教師や医師を含む1万人以上の公務員と10～15歳までの児童も従事させられており、2016年4月に「アリテルナチブニエ・ノボスチ・トルクメニスタナ（「トルクメニスタンの代替ニュース」の意、AHT）」と「国際労働権利フォーラム（ILRF）」がアメリカ合衆国国土安全保障省・関税国境警備局に告発状を提出した。その結果、2018年5月24日に引渡保留命令（WRO、5月18日付）を公開し、トルクメニスタン産綿と同製品のアメリカへの輸入を禁止した。トルクメニスタン政府は、2017年の綿花の収穫量を110万トンと発表している。作付面積は50万ヘクタール。トルクメニスタンから米国向け輸出額の最大シェア（52.0％、718万ドル）を綿・綿織物などが占める（2017年実績、アメリカ側統計、第三国経由を含まず）。
国内消費される食品の多くを輸入に依存しており、食料自給率の向上が大きな課題となっている。このためトルクメニスタン政府は生産プロセス技術の強化、農業生産システムの改革などによる生産性の向上を目指している。特に食肉および小麦、酪農製品の国内生産拡大を急務と位置づけている。主な輸入先は、ロシア、ウクライナ、ベラルーシ、カザフスタン、イラン、トルコ、アゼルバイジャン、インド、パキスタンといった周辺国である。

### 鉱業
トルクメニスタンは他の中央アジア諸国と比較した場合、鉱物資源に乏しいと言える。たとえば、金属鉱物資源は採掘されていない。
ただし、その反面で有機鉱物資源、特に天然ガスに恵まれている。2018年版BP統計によると、埋蔵量はロシア（35.0兆㎥、世界シェア約18.1％）、イラン（33.2兆㎥、世界シェア約17.2％）、カタール（24.9兆㎥世界、シェア約12.9％）に次ぐ世界第4位の19.5兆㎥（世界シェア約10.1%）を誇る。2017年時点の天然ガス産出量は約620億㎥であり、これは世界シェアの約1.7%に達する。2014年時点であるが、国内消費は277億㎥、輸出総量は416億㎥（2014年推計）とされる。輸出先は中国が最大で277億㎥、次いでロシア（90億㎥）、イラン（65億㎥）、カザフスタン（5億㎥）となっている。2011年、イギリスのGaffney, Cline and Associatesは、ガルクイヌシュ（旧南ヨロテン）ガス田の埋蔵量を13.1兆 - 21.2兆㎥と評価し、世界第2位の規模と見立てた。さらに石油埋蔵量は、トルクメニスタン政府の公式統計では、オンショアで530億トン、カスピ海オフショアで182.1億トンの716.4億トンとなっている。しかし、BPは2017年末段階で、1億トンの石油埋蔵量を推計しているに過ぎない。なお、これら石油・ガス収入は同資源の開発管理を所管する大統領直轄の炭化水素資源管理利用庁に納められ、80％が大統領、20％が国庫に拠出される。また、石油生産量は、25.8万バレル/日であり、世界シェアの約0.3%である。
輸出額に占める天然ガスの割合は2017年時点で約83.0%（輸出金額：6,561,439千ドル）であり、原油の割合は約7.8%（輸出金額：615,109千ドル）である。したがって、輸出に占める鉱業セクターの割合は9割に達する。最大の天然ガス田はガルクヌシュ・ガス田であり、このガス田は2013年の夏に操業を開始した比較的新しい採掘場となっている。なお、石炭はほとんど採掘されていない。さらに、輸出の大部分を占める天然ガスの輸出先は約99.5％が中国であり、同国への依存がきわめて高い。

### 観光
メルヴやニサといったシルクロードの遺跡が有名だが、全体として観光業はあまり発展していない。
観光ビザに関しては、海外の先進国や新興諸国に比べ処理のスピードなどが遅めであることからその取得手続きは煩雑である。
政策により物価は非常に安く、期間にかかわらず滞在しやすい。
日本からの観光については現在、シルクロードトラベルインフォメーションセンターとソフィア株式会社とオワダン観光が渡航の手配をしている。
2019年5月29日、ベルディムハメドフ大統領が日本人観光客向けの入国ビザ発給の手数料を軽減（もしくは免除）する決定に署名したとの報道が、政府関連ウェブサイト『トルクメニスタン・セボドニャ』（Туркмении сегодня）から発信されている。この他にも観光ビザ取得の手続きも簡略化を検討するなど、トルクメニスタンが日本との観光交流促進に意欲を示していることが明らかにされている。

## 科学技術
トルクメニスタンは、インフラを近代化する取組みの一環として、テクノロジーパークを新規開発している。
ソビエト時代に設立された多くの国立研究機関は、新技術の開発ならび国家における優先事項の変化と共に時代遅れな代物となりつつあった。これにより同国は2009年以降、研究所の数を減らし、既存の研究センターをグループ化して設立する計画を打ち立てた。2011年、首都アシガバート付近の地域であるビクロバにテクノロジーパークの建設が開始されており、様々な関連施設が統合される予定となっている。また、このテクノパークでは、代替エネルギー （太陽光、風力）とナノテクノロジーの開発に関する研究を実施する運びとされている。

## 国民

### 人口
最新の2022年国勢調査によると総人口は7,057,841人である。1989年ソ連国勢調査では約352万人であった。国立統計情報研究所が発表した公式推計によると、1995年に450万人、2000年に537万人、2003年4月に600万人、2006年3月に約679万人、2006年7月には約684万人と増加傾向にある。2006年12月のニヤゾフ死去後人口の公式発表は行われなくなり、2012年に実施された国勢調査は結果が公表されなかった。
だがトルクメニスタン政府が発表している人口統計は正確性に疑問を持たれている。外部機関では2005年の人口を約467万人と推定している。また政府に近い関係者によると2021年の予備調査の時点で人口は280万人にも満たなかったという。背景には出生率の低下と、抑圧的な政治体制と生活難による国民の脱出が指摘されている。アシガバードの情報筋によると2008年から2018年にかけて200万人が国外へ脱出し、深刻な人口減少に見舞われているという。

### 民族構成
| 民族構成（トルクメニスタン）<2003年> | 民族構成（トルクメニスタン）<2003年> | 民族構成（トルクメニスタン）<2003年> | 民族構成（トルクメニスタン）<2003年> | 民族構成（トルクメニスタン）<2003年> |
| ------------------------------------ | ------------------------------------ | ------------------------------------ | ------------------------------------ | ------------------------------------ |
|                                      |                                      |                                      |                                      |                                      |
| トルクメン人                         | トルクメン人                         |                                      | 85%                                  | 85%                                  |
| ウズベク人                           | ウズベク人                           |                                      | 5%                                   | 5%                                   |
| ロシア人                             | ロシア人                             |                                      | 4%                                   | 4%                                   |
| その他                               | その他                               |                                      | 6%                                   | 6%                                   |

トルクメン人が人口の大半を占め、ロシア人やウズベク人も多い。現在、ロシア人の人口は減少傾向にある。2003年時点での民族ごとの人口比は、トルクメン人 が85%、ウズベク人が5%、ロシア人が4%、その他が6%である。
ソ連時代の名残りから、人名はロシア語風の姓名が多く見受けられる。

### 言語
トルクメン語72%、 ロシア語12%、ウズベク語9%、その他7%。
ロシア語も通用するが、トルクメン人同士は主にトルクメン語で会話する。ただ、トルクメン人でも長く都市部に住んでいる者やエリートなどの中にはロシア語を母語とし、トルクメン語が満足に話せない者もいる。初代のニヤゾフ大統領もその一人だった。

### 婚姻
婚姻時に、婚姻前の姓を保持する（夫婦別姓）か、共通の姓（同姓）かを選択することができる。

### 宗教
イスラム教スンナ派が大多数。キリスト教正教会の信徒も一部存在する。

### 教育
2015年の推計によれば、15歳以上の国民の識字率は99.7%（男性：99.8%、女性：99.6%）である。

### 保健
2018年の推計によれば、国民の平均寿命は70.7歳（男性：67.6歳、女性：73.9歳）である。また、前大統領であったグルバングル・ベルディムハメドフが歯科医師ということもあり、病院・医療関連へは個人的な思い入れが大きいという。医療機器に関してはドイツが先行している。また、医療分野でのITシステム導入は、医療に対する消費者への簡易アクセスを可能にするものとして重要視されている。

## 治安
トルクメニスタンの治安は経済の項目欄でも記されている通り、比較的安定している面を持つが、犯罪統計を一切公表していないためか実際の犯罪発生状況を正確に把握することが困難な状態にあり、危険と判断されるレベルで捉えられていることが多い。国連薬物犯罪事務所（UNODC＝United Nations Office on Drugs and Crime）の統計によると、統計のある最新の2006年の数値では、10万人あたりの殺人（既遂）が約4.2件（認知件数：203件）、窃盗（強盗・侵入盗・自動車盗は除く）は、約29.7件（認知件数：1,431件）である。殺人は中央アジア5か国の中ではカザフスタン（約11.3件[2008年]、2015年は減少して約4.8件）、キルギス（約8.3件[2006年]、2016年は減少して約4.5件）に次いで3番目であり、窃盗はウズベキスタンを除いた4か国の中では一番低い。
現在、海外からの訪問者が現地で盗難被害に遭う事件が後を絶たない。同地の警察は贈収賄が横行している問題も根強い。
両替を行うブラックマーケットも存在し、実際の為替レートとは違う金額で換金が行われるなどの被害も多発している。
さらに、売春を行っていると思わしき女性と一緒にいた外国人男性が現地の警察から嫌がらせを受けたという被害報告も出ている。

### 法執行機関
トルクメニスタンにおける法執行機関は3つの公的機関で構成されている。
- 内務省（英語版、ロシア語版）
- 国家保安省（ロシア語版、英語版）
- トルクメン国家警察

### 人権
トルクメニスタンでは、国内の少数民族に対する差別が今も続いている。一例として、同国に散在する世界的少数民族のバローチ人の文化やその言葉を教えることが禁じられている。 
また、トルクメニスタンでは2003年にロシアとの二重国籍を廃止している。そこからロシアのパスポートを持たないトルクメニスタン生まれのロシア人は、トルクメン人に認定される形で自身のアイデンティティーを奪われ、ロシアへの出入国も永久に行えない可能性が高まっている。加えて数千人のロシア人がトルクメニスタンから財産などを放棄したままで出国するよう促されたという話もある。

## マスコミ
トルクメニスタンは、世界で最も厳しくメディアを統制している国家の一つに数えられる。ニヤゾフ政権時代は極端な報道規制により海外から多くの批判を受けた。現在のベルディムハメドフ政権も前政権同様に独裁体制を一貫している点から、言論の自由と報道の自由を侵害する姿勢が強く、海外諸国ではその現状に対して今も批判が絶えない。
国境なき記者団による「世界報道自由度ランキング」では最下位にランクづけされており、情報の統制が色濃い面が見受けられる。

## 文化

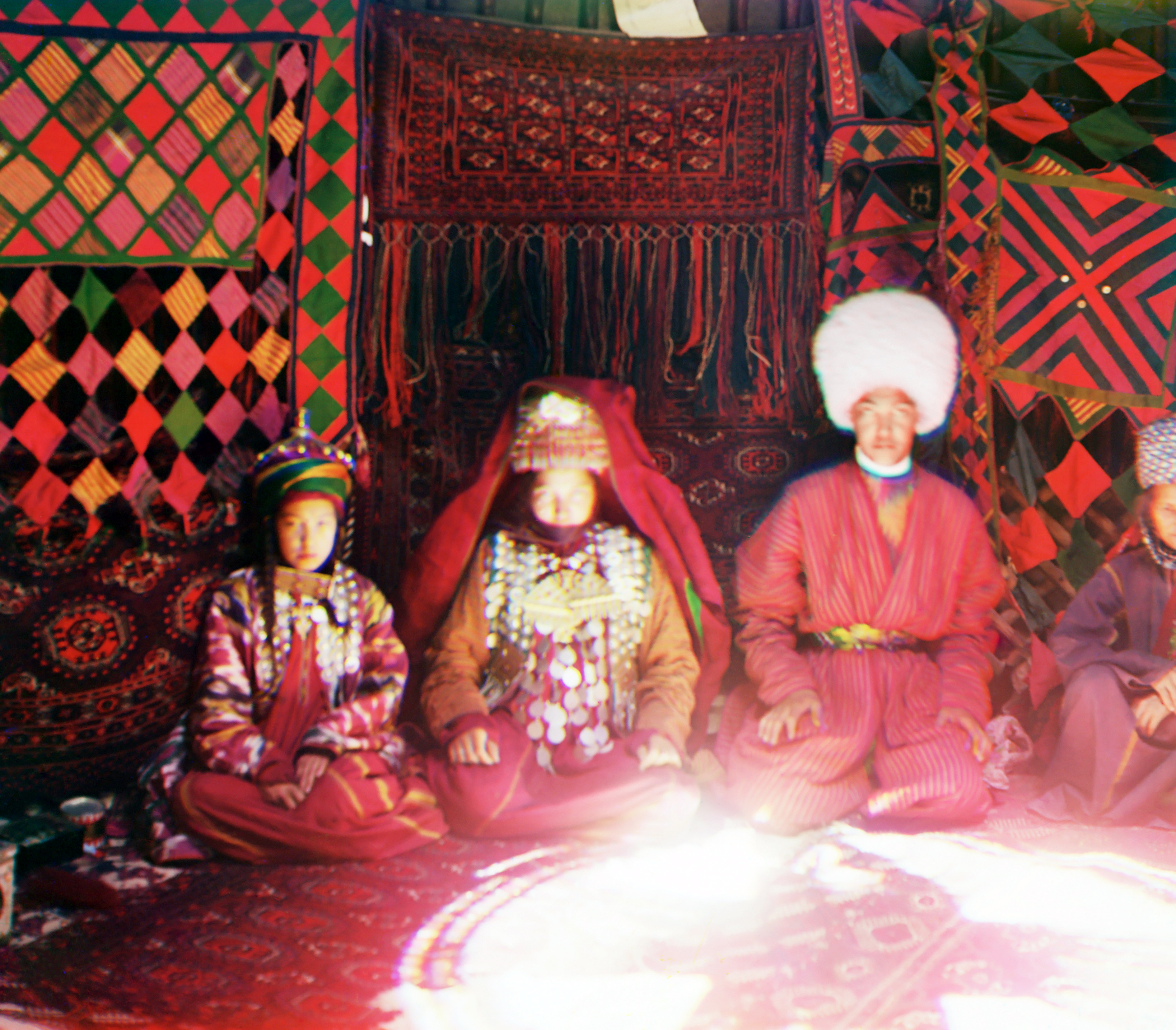
ユルトで寛ぐトルクメン人の家族。
撮影はセルゲイ・プロクディン・ゴルスキー

アハル・テケというトルクメニスタン名産の馬はトルクメニスタンの誇りとされ、アレクサンダー大王もお気に入りだったという。このほか、トルクメン絨毯も名産品の一つ。

### 音楽
ペルシア（イラン）やインドの音楽の影響下にある独自の民族音楽がある。
また、ソ連時代からジャズや軽音楽のバンドの活動もあり、打楽器奏者 Rishad Shafi をリーダーとするバンド Гунеш（Gunesh Ensemble）のレコードがソ連国営レコード会社メロディアから発売されていた。同バンドは高度な演奏技術を持ち、トルクメニスタンを代表するバンドとして西側諸国でも高い評価を得ている。

### 衣装

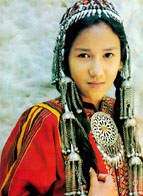
伝統的な衣装を身にまとったトルクメン人の女性。

### 世界遺産
トルクメニスタン国内には、UNESCOの世界遺産リストに登録された文化遺産が3件存在する。

### 祝祭日

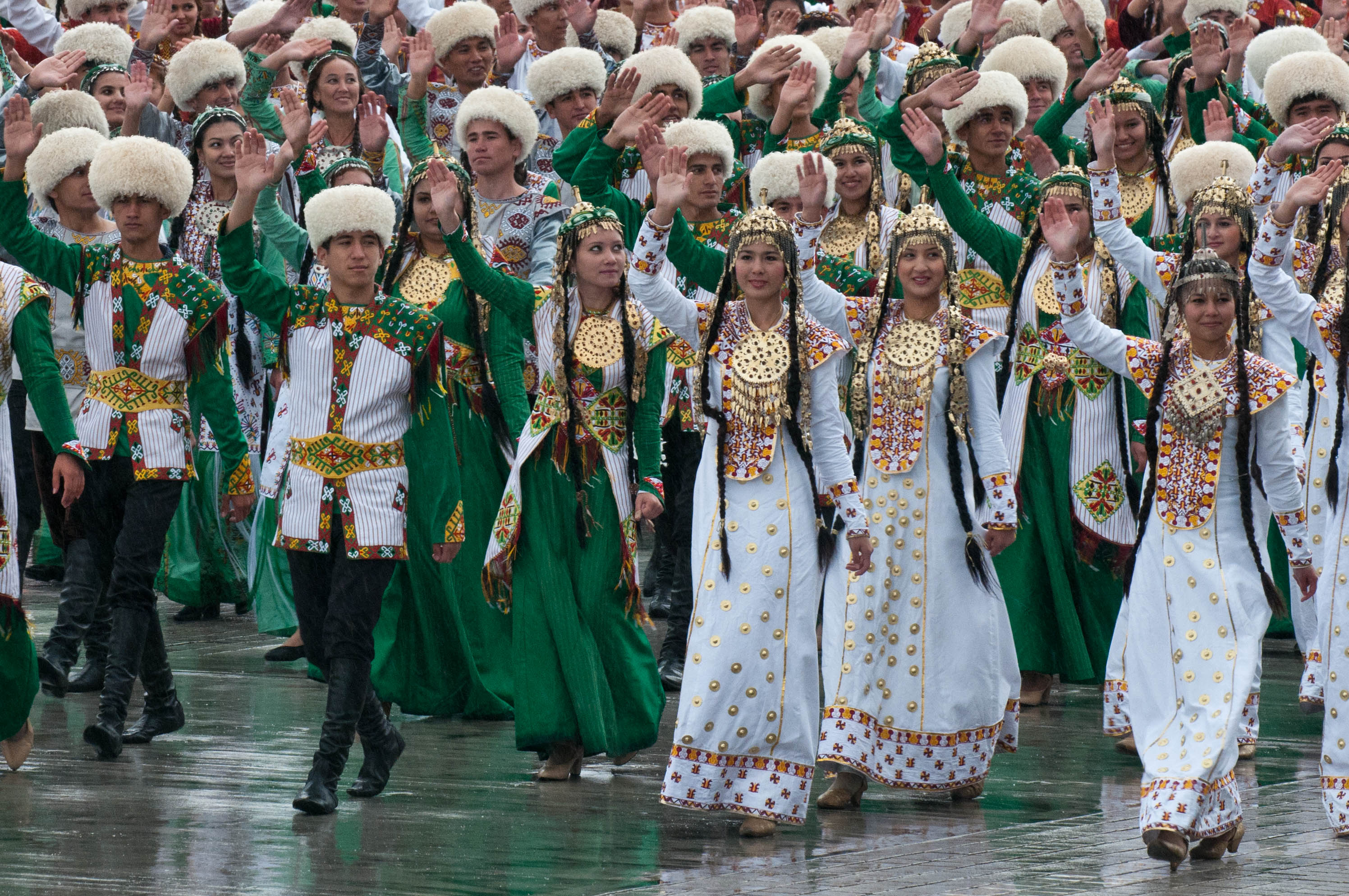
独立記念日のパレードの様子

| 日付           | 日本語表記                                                                     | 現地語表記 | 備考 |
| -------------- | ------------------------------------------------------------------------------ | ---------- | --- |
| 1月1日         | 新年                                                                           |            | |
| 1月12日        | 記憶の日                                                                       |            | |
| 2月19日        | トルクメニスタン国旗の日                                                       |            | ニヤゾフ初代大統領の誕生日でもある。                                                                                                   |
| 3月8日         | トルクメニスタン（国際）女性の日                                               |            | |
| 3月21日、22日  | 春分の日                                                                       |            | |
| 4月第1日曜日   | 「水の滴、金の粒」の日                                                         |            | |
| 4月最終日曜日  | アハルテケ（トルクメニスタン産競走馬）、アラバイ（トルクメニスタン在来犬）の日 |            | |
| 5月8日         | 1941-1945年大祖国戦争戦死者追悼日                                              |            | |
| 5月9日         | 勝利の日                                                                       |            | |
| 5月18日        | 再生、統一、マフトゥムグルの詩の日                                             |            | |
| 5月最終日曜日  | トルクメン絨毯の日                                                             |            | |
| 7月第3日曜日   | ガッラー・バイラマの日                                                         |            | |
| 8月第2日曜日   | メロンの日                                                                     |            | ニヤゾフ初代大統領がメロン好きであった事から制定された記念日で、現在も引き継がれている。当日はメロンを称える様々なイベントが行われる。 |
| 9月第2土曜日   | 石油・ガス、エネルギー、地質産業職員の日                                       |            | |
| 9月第2日曜日   | トルクメン・バフシーの日                                                       |            | バフシーとは、弾き語りをする音楽師。                                                                                                   |
| 10月6日        | 追悼、全国民服喪の日                                                           |            | |
| 10月27日、28日 | トルクメニスタン独立記念日                                                     |            | |
| 11月第1土曜日  | 健康の日                                                                       |            | |
| 11月17日       | 学生の日                                                                       |            | |
| 11月最終日曜日 | 収穫の日                                                                       |            | |
| 12月第1日曜日  | 善隣の日                                                                       |            | |
| 12月12日       | 中立の日                                                                       |            | |
| 12月21日       | 初代トルクメニスタン大統領、偉大なるサパルムラト・テュルクメンバシュ記念日     |            | ニヤゾフ初代大統領の没日（2006年）で、2007年3月2日制定。                                                                               |
| 政府が決定     | クルバン・バイラムの日                                                         |            | |
| 政府が決定     | オラザ・バイラムの日                                                           |            | |

### 過去の月名と曜日名
2002年、ニヤゾフ元大統領の独断により月の名称と曜日の名称が独自のものに変えられた。しかし国民には不評で2008年4月には元に戻す法案が提出され、2009年から元の月と曜日の名称に戻った。
| 月   | 日本語表記           | 現地語表記   | 本来のトルクメン語 | 備考 |
| ---- | -------------------- | ------------ | ------------------ | --- |
| 1月  | テュルクメンバシュ   | Türkmenbaşy  | Ýanwar             | ニヤゾフ大統領の言葉によれば、ニヤゾフ大統領自身を賛美するためではなくトルクメン人にとっての最初の月だからだという。 |
| 2月  | バイダク             | Baýdak       | Fewral             | 「旗」、2月に国旗を制定したため。                                                                                    |
| 3月  | ノヴルーズ           | Nowruz       | Mart               | イラン暦新年 |
| 4月  | グルバンソルタン     | Gurbansoltan | Aprel              | ニヤゾフの母親の名前。これは議員からの「提案」。                                                                     |
| 5月  | マフトゥムグル       | Magtymguly   | Maý                | トルクメニスタンの国民的詩人                                                                                         |
| 6月  | オグズ               | Oguz         | Iýun               | 歴史上の人物。トゥルクマーンによる国家を初めて築いたとされるオグズ・ハーン。                                         |
| 7月  | ゴルクート           | Gorkut       | Iýul               | 歴史上の人物。トルクメンの叙事詩の英雄。                                                                             |
| 8月  | アルプ・アルスラーン | Alp Arslan   | Awgust             | 歴史上の人物。セルジューク朝を拡大させたスルタン。                                                                   |
| 9月  | ルーフナーマ         | Ruhnama      | Sentýabr           | ニヤゾフが9月にルーフナーマを書き終えたから。                                                                        |
| 10月 | ガラシュスィズルィク | Garaşsyzlyk  | Oktýabr            | 「独立」。トルクメンが1991年に独立した月。                                                                           |
| 11月 | サンジャール         | Sanjar       | Noýabr             | 歴史上の人物。大セルジューク朝最後のスルタンであるサンジャール。                                                     |
| 12月 | ビタラプルイク       | Bitaraplyk   | Dekabr             | 「中立」。永世中立国となった月。                                                                                     |

| 曜日   | 日本語表記       | 現地語表記 | 備考                                   | 本来のトルクメン語 |
| ------ | ---------------- | ---------- | -------------------------------------- | ------------------ |
| 月曜日 | バシュギュン     | Başgün     | 主要な日                               | Duşenbe            |
| 火曜日 | ヤシュギュン     | Ýaşgün     | 若き日                                 | Sişenbe            |
| 水曜日 | ホシュギュン     | Hoşgün     | 善の日                                 | Çarşenbe           |
| 木曜日 | ソガプギュン     | Sogapgün   | 敬虔の日（死者に祈りを捧げる日 ）      | Penşenbe           |
| 金曜日 | アンナギュン     | Annagün    | 全国民がルーフナーマを読む日           | Anna               |
| 土曜日 | ルフギュン       | Ruhgün     | 精神の日（読書や観劇で精神を高める日） | Şenbe              |
| 日曜日 | ドゥインチギュン | Dynçgün    | 休息の日                               | Ýekşenbe           |

### スポーツ
トルクメニスタンのスポーツは多種多様なものとなっており、球技ではサッカー、バスケットボール、テニス、ハンドボールなど、ウィンタースポーツではアイスホッケー、格闘技においてはレスリング、柔道、ボクシング、ムエタイで能力の高い選手を輩出している。さらにオリンピックへの出場経験もあり、重量挙げや陸上競技にも力を入れている。
傍らで馬を用いたスポーツが国内各地で開催されており、特に競馬は専用の競技場のあるアシガバートで人気を博している。一方、頭脳スポーツではチェスに特化した面を持ち、これまで4人の選手を世界に送り出している。
サッカー
トルクメニスタン国内ではサッカーが最も人気のスポーツとなっており、1992年にプロサッカーリーグのトルクメニスタン・リーグが創設された。FKアルティン・アシルが圧倒的な強さを誇っており、2014年から2021年までにリーグ8連覇を達成している。
トルクメニスタンサッカー連盟（TFF）によって構成されるサッカートルクメニスタン代表は、これまでFIFAワールドカップには未出場となっている。しかしAFCアジアカップでは、2004年大会と2019年大会で2度の出場を果たしている。AFCチャレンジカップでは2010年大会と続く2012年大会で準優勝に輝いており、近年は力をつけて来ている。

## 著名な出身者

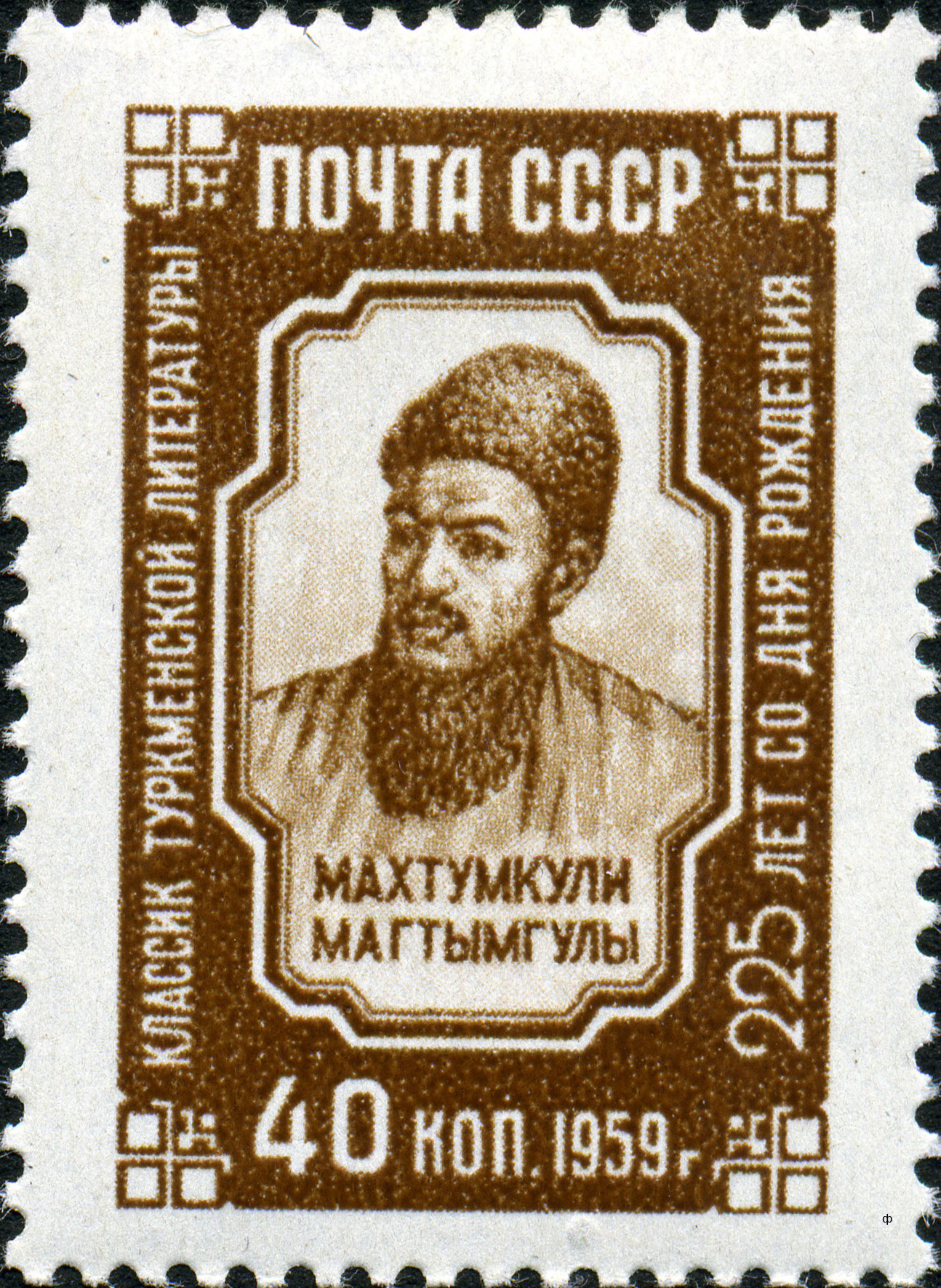
ソ連時代の1959年に発行されたマフトゥムグルの切手。

著名な人物として詩人のマフトゥムグルがおり、トルクメニスタンの国民的詩人とも言われている。首都・アシガバートのメインストリートは「マフトゥムグル通り」と名づけられおり、バルカン州にはマフトゥムグル県が置かれている。出身地は世界遺産の「ゴンバデ・カーブース」でも有名なゴンバデ・カーヴース（現イラン・ゴレスターン州）である。
- エルヌル・フュセイノフ - 歌手
- グヴァンチ・ヌルムハメドフ - 柔道家
- グルバダム・ババムラトワ - 柔道家
- ウラジミール・バイラモフ - 元サッカー選手
- スレイマン・ムハドフ - 元サッカー選手
- アルスランムラト・アマノフ - サッカー選手
- ルスラン・ミンガゾフ - サッカー選手